# General Packet Radio Service

Srovnání maximální dosažitelné přenosové rychlosti (logaritmická stupnice) různých mobilních technologií.

General Packet Radio Service (GPRS) je služba umožňující uživatelům mobilních telefonů GSM přenos dat a připojení k Internetu (případně k jiným sítím). V širším slova smyslu je GPRS služba přenosu dat mobilními sítěmi pomocí technologie přepojování paketů, v tomto smyslu zahrnuje i novější služby označované EGPRS, HSPA a sítě Long Term Evolution (LTE); v užším smyslu je to základní rozšíření sítě GSM o tyto přenosy s využitím modulace Gaussian Minimum-Shift Keying (GMSK), která poskytuje přenosovou rychlost maximálně 20 kbit/s na časový slot, tj. maximálně 100 kbit/s v jednom směru a 120 kbit/s v obou směrech (downstream + upstream).
GPRS přinesla výrazné snížení ceny za přenos dat pomocí mobilních telefonů. Zatímco starší služba Circuit Switched Data (CSD) využívala pro komunikaci datový okruh jako normální telefonní hovor (služba HSCSD dokonce několik okruhů) a byla účtována podle doby připojení, GPRS založená na technologii přepojování paketů využívá volné časové sloty, které může sdílet více uživatelů, a je účtována pouze za přenesená data nebo paušálem za určité časové období (obvykle 1 měsíc).
GPRS bylo poprvé definováno v GSM standardech Release 97. Jeho nasazení vyžaduje rozšíření infrastruktury mobilní sítě, která pak bývá označována „2.5G“, tedy síť s technologií mezi druhou (2G) a třetí (3G) generací.
Přenosová rychlost GPRS závisí na kvalitě rádiové komunikace se základnovou stanicí a na počtu použitých TDMA kanálů (časových slotů) a obvykle bývá mnohem nižší než teoretické maximum 80 kbit/s (při použití 4 časových slotů). Zvýšení rychlosti přináší EDGE a další technologie jako je Universal Mobile Telecommunications System (UMTS) umožňující nasazení HSPA a sítě Long Term Evolution (LTE).

## Charakteristiky GPRS
Starší služba Circuit Switched Data (neboli CSD) využívá pro přenos dat technologii přepojování okruhů, která obsazuje po celou dobu připojení jeden časový slot stejně jako normální telefonní hovor (v případě služby HSCSD – High Speed CSD – dokonce více časových slotů). GPRS používá technologii přepojování paketů a dynamicky využívá neobsazené kanály (časové sloty), které může sdílet více uživatelů. Výhodou GPRS je lepší využití dostupných prostředků, nevýhodou je nemožnost nebo obtížnost zajištění garantované propustnosti nebo rychlosti. Pro prohlížení webových stránek, příjem a odesílání e-mailů a chatování není minimální garantovaná propustnost nutná, na rozdíl od přenosu streamovaného videa nebo audia (internetová TV a rádia).
GPRS specifikace zahrnuje podporu protokolů IP, PPP, OSPIH a X.25. Poslední z nich se používá pro aplikace jako například bezdrátové platební terminály a bankomaty, ačkoliv byl odebrán z důvodů požadavku standardu. X.25 je stále podporován přes PPP nebo přes IP, což ovšem má za následek nutnosti používání routerů nebo zapouzdření přímo do koncového terminálu. V praxi podporují operátoři na GPRS pouze IP a někdy také PPP.
Šifrování probíhá pomocí algoritmů označovaných GEA. Verze GEA-1, která je stále přítomna v mobilních telefonech, obsahuje zadní vrátka.

## EDGE
Přestože Enhanced Data Rates for GSM Evolution (EDGE) zahrnuje
- Enhanced GPRS (EGPRS) – je rozšířením GPRS
- ECSD (Enhanced Circuit Switched Data) – je rozšířením CSD

používá se zkratka EDGE zpravidla pro EGPRS.
Rozšíření spočívá především v nové modulaci 8-PSK a novém přepracování RLC/MAC bloku. EGPRS je zpětně kompatibilní s GPRS a nabízí vyšší rychlosti – až 59,2 kbit/s na timeslot, tj. až 236,8 kbit/s pro download a 118,4 kbit/s pro upload (při použití 4+2 timeslotů). Marketingově bývá označována jako síť 2,75 generace.

## Třídy GPRS zařízení
Rozeznáváme tři třídy GPRS zařízení:
- Class A – umožňuje simultánní využívání GPRS i hlas. Tato funkce je nazývána jako Dual Transfer Mode – DTM tedy přenos hlasu a dat současně. Např. mobilní telefon Nokia N95 tuto funkci podporuje. Technologii DTM tedy Class A musí podporovat i síť operátora. České mobilní sítě tuto technologii zatím nepodporují.
- Class B – hovor, nebo data. V závislosti na podpoře sítě je možné například při GPRS spojení přijmout hovor (a zastavit GPRS) nebo opačně. Všechny v současné době prodávané GPRS mobilní telefony a zařízení patří do Class B)
- Class C – umožňuje pouze datový provoz, z takového přístroje nelze telefonovat (datové karty PCMCIA, speciální průmyslové moduly).

## Kódová schémata u GPRS
GPRS používá čtyři kódová schémata CS-1 až CS-4. Mobilní telefon musí vždy podporovat všechna čtyři kódová schémata a GSM síť obvykle podporuje CS-1 a CS-2 některé moderní sítě (v Česku např. T-Mobile a Vodafone) podporují všechna kódová schémata CS-1 až CS-4. Kódové schéma se vybírá v závislosti na odstupu signál/rušení tedy tzv. C/I, tak aby byl zajištěn co nejlepší a nejefektivnější přenos dat.
| Kódové schéma | Rychlost [kbit/s] |
| ------------- | ----------------- |
| CS-1          | 8,0               |
| CS-2          | 12,0              |
| CS-3          | 14,4              |
| CS-4          | 20,0              |

## Možnosti mobilních zařízení
Mobilní terminály (telefony) jsou rozděleny do tříd tedy multislot class podle toho, kolik timeslotů umí použít pro uplink, downlink a kolik z toho současně. Např. dnes nejběžnější telefon třídy 10 umí pro downlink použít 4 time sloty a pro uplink 1 time slot. Pracuje tedy v konfiguraci 4+1 (dohromady 5 TS) anebo 3 time sloty pro downlink a 2 pro uplink opět dohromady 5 time slotů. Běžné GSM/GPRS/EDGE terminály umí současně používat max. 5 time slotů. Nejnovější terminály tříd 30 až 34 umí již 6 TS současně, ale toto musí podporovat i síť.
Třída tedy „Multislot Class“ může být rozdílná pro HSCSD, GPRS a EGPRS. Nejběžnější třídou je třída 10 v konfiguracích 4+1 nebo 3+2.
Daná konfigurace je zvolena podle převládajícího toku dat a mění se podle aktuální situace.
| Třída | Downlink TS | Uplink TS | Současně TS |
| ----- | ----------- | --------- | ----------- |
| 1     | 1           | 1         | 2           |
| 2     | 2           | 1         | 3           |
| 3     | 2           | 2         | 3           |
| 4     | 3           | 1         | 4           |
| 5     | 2           | 2         | 4           |
| 6     | 3           | 2         | 4           |
| 7     | 3           | 3         | 4           |
| 8     | 4           | 1         | 5           |
| 9     | 3           | 2         | 5           |
| 10    | 4           | 2         | 5           |
| 11    | 4           | 3         | 5           |
| 12    | 4           | 4         | 5           |
| 30    | 5           | 1         | 6           |
| 31    | 5           | 2         | 6           |
| 32    | 5           | 3         | 6           |
| 33    | 5           | 4         | 6           |
| 34    | 5           | 5         | 6           |

## Maximální rychlosti
GPRS nabízí čtyři kódová schémata CS-1 až CS-4 příslušné kódové schéma se vybírá podle aktuálního odstupu signál/rušení tedy podle poměru C/I. Některé GSM sítě podporuji pouze kódová schémata CS-1 a CS-2 (v Česku takto byla do roku 2010 nastavena například síť O2) a některé sítě naopak podporují všechna kódová schémata CS-1 až CS-4 (v Česku jsou to například sítě T-Mobile a Vodafone). GPRS nabízí nejvyšší rychlost 80 kbit/s při kódování CS-4 a konfiguraci telefonu 4+1 (4 time sloty pro downlink a jeden pro uplink). EGPRS nabízí při stejné konfiguraci telefonu 4+1 maximálně 236,8 kbit/s při použití kódového schématu MCS-9. V praxi se při použití EGPRS dosahuje rychlostí kolem 200 kbit/s. V případě že telefon podporuje multislot class 32 (např. nejnovější telefony Nokia) a toto podporuje i síť (v Česku aktuálně síť O2), pak jsou teoretické maximální rychlosti pro download u GPRS 100 kbit/s u EGPRS 296 kbit/s.
K využití služby EGPRS je ovšem potřeba mobilní telefon nebo jiné zařízení, které tuto technologii podporuje.

## Základní prvky GPRS sítě
- PCU – Packet Control Unit – rozděluje na BTS packet switched data od circuit switched tedy odděluje GPRS/EGPRS provoz od hlasových kanálů (kam patří i fax nebo modem přes circuit switched data tedy CSD a HSCSD)
- SGSN – Serving GPRS Support Node – zajišťuje směrování paketů zákazníka v dané oblasti
- GGSN – Gateway GPRS Support Node – v podstatě router směřující pakety z GPRS sítě do externích IP sítí
- CG – Charging Gateway – poskytuje data pro účtování zákazníků (CDR)